# Raiden (Computerspielreihe)
Raiden (jap.: 雷電, deutsch etwa „Blitz und Donner“) ist eine Videospiel-Serie des japanischen Herstellers Seibu Kaihatsu. Die Spiele sind dem Genre der vertikal scrollenden Shoot ’em ups zuzuordnen und erschienen ursprünglich für Arcade-Automaten des JAMMA-Formates, wurden jedoch auch vielfach auf andere Systeme portiert.
Alle Teile der Serie verfügen über einen kooperativen Mehrspielermodus für zwei Spieler.

## Spielbeschreibung
Der Spieler steuert aus der Draufsicht sein Flugzeug über die von oben nach unten vorbeiscrollenden Landschaften und muss dabei feindliche Flugobjekte und Bodenziele aller Größen und Formen vernichten. Spezielle Gegner hinterlassen Powerups, die die Waffen des Spielers aufrüsten. Am Ende jedes Levels muss der Spieler den Endgegner besiegen. Anschließend wird der Aufschlag auf das Punktekonto des Spielers berechnet. Verbraucht der Spieler all seine Leben, ist das Spiel zu Ende. Der Spieler kann jedoch ein Continue einsetzen, um an der Stelle des Scheiterns weiterzumachen, wodurch sein Punktestand jedoch zurückgesetzt wird.
Als Grafikset verwendet Raiden eine erdähnliche Landschaft mit Science-Fiction-Fahr- und Flugzeugen. Alle Grafiken werden als Bitmaps dargestellt. Aufgrund der Darstellung einer eher realistischen Landschaft anstelle von Weltraum-Szenarien früher Shoot 'em Ups wird Raiden auch gelegentlich zum Subgenre der Landschaftsshooter gezählt.
Besonderheiten beim Spiel sind die überaus brachialen Explosionen und die abstürzenden Gegner (Raiden II), die auf der Erde zerschellen. Innovativ ist auch die Waffenauswahl des Raumschiffs. Dabei verändern die Powerups ständig ihre Farbe. Nur eine aktive Waffe der jeweils gerade auf dem Powerup erscheinenden Farbe wird aufgerüstet. Ist beim Spieler eine andere Waffe aktiv als die der gerade aufgewiesenen Farbe, so wird auf die Waffe der angezeigten Farbe ohne Upgrade umgeschaltet. Die verschiedenen Waffen-„Farben“ unterscheiden sich erheblich voneinander, so hat der Spieler z. B. die Wahl zwischen einer schwachen, aber flächendeckenden Maschinenkanone oder einer starken, aber räumlich beschränkten Laserkanone.
Auch sekundäre Waffensysteme sind vorhanden. Für Raketen gilt derselbe Upgradevorgang wie für die Primärwaffen, wobei der Spieler die Wahl zwischen gelenkten und ungelenkten Raketen hat. Daneben verfügt das Spiel noch über die genretypischen Smartbombs, die zahlenmäßig begrenzt zur Verfügung stehen. Nicht verwendete Smartbombs werden dem Spieler am Levelende als Bonus aufgerechnet. Zusätzlich kann der Spieler in den Levels versteckte Medaillen sammeln, welche am Ende ebenfalls Zufallspunkte ergeben. Einen Running Gag stellt die in diversen Levels versteckte Fairy dar, durch welche der Spieler einen direkten Bonus erhält.

## Teile der Serie

### Raiden (1990)
Der erste Teil erschien im Jahr 1990 und wurde umgesetzt für PC Engine, MS-DOS, Super Nintendo und Sega Genesis (als Raiden Trad), PlayStation (mit Raiden II als The Raiden Project), Atari Lynx und Jaguar. Für das PC-Engine-System erschien darüber hinaus noch im Jahr 1992 eine mit Super Raiden betitelte Version.
Die Waffenauswahl des Spiels umfasste standardmäßig zwei primäre Waffensysteme (rot und blau) sowie zwei verschiedene Typen von Raketen.

### Raiden II (1993)

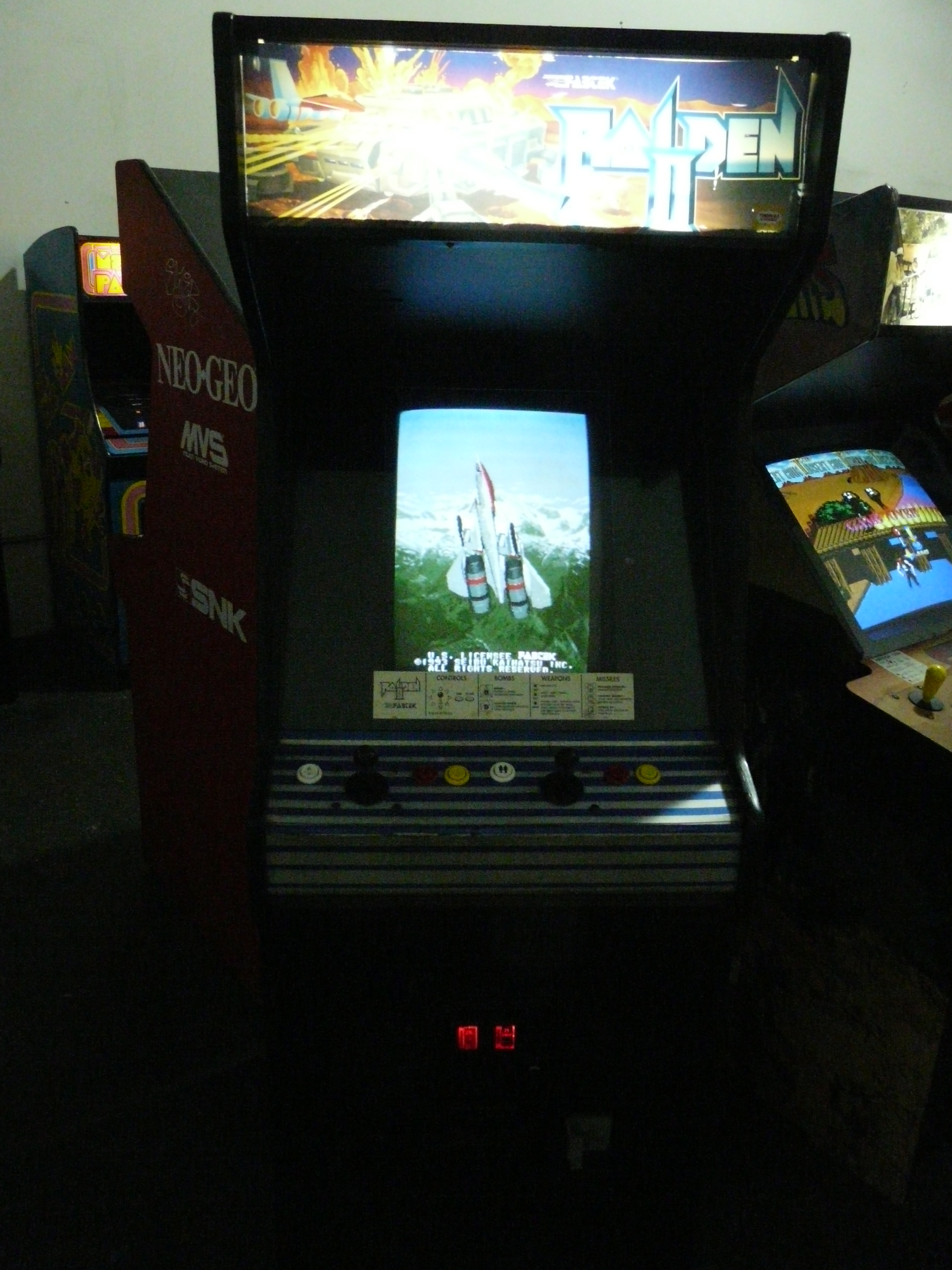
Raiden II (Arcade-Version)

Der zweite Teil wurde für MS-DOS und PlayStation (mit dem Originalspiel als The Raiden Project) umgesetzt.
Das Spiel wies eine viel detailliertere Grafik auf, die z. T. an die Werke der Bitmap Brothers erinnerte. Es fügte dem Spielgeschehen eine dritte Primärwaffe (in pink) sowie einen zweiten Smartbomb-Typ (Streubombe) hinzu.

### Raiden DX (1994)
Raiden DX stellt nur eine geringfügige modifizierte Version des zweiten Teils dar, die auch für PSX umgesetzt wurde. Die Änderungen umfassten neue Grafiken und Sounds sowie die Möglichkeit, verschiedene Abfolgen der Levels zu wählen.

### Raiden III (2005)
Der dritte Teil erschien erst zwölf Jahre nach dem zweiten und wurde für Arcade und die PlayStation 2 umgesetzt. Es gibt auch eine Umsetzung für Windows. Entwickelt wurde Raiden III von Moss LTD unter der Lizenz von Seibu Kaihatsu.
Das Spiel knüpft nahtlos an die Vorgänger an, konnte jedoch nicht alle Fans der älteren Seibu-Kaihatsu-Serie durch den Wechsel auf die neuere Polygon-Grafik uneingeschränkt überzeugen.
Insbesondere die Partikeleffekte fallen in Raiden III trotz der neueren Grafik-Engine klar schwächer aus, der zielsuchende Plasmaschuss verlor in Raiden III stark an Beweglichkeit und wird kaum noch abgelenkt, auch die Splitterbomben früherer Teile entfallen hier ganz.

### Raiden IV (2007)
Raiden IV erschien 2007 für Arcade und die Xbox 360.

### Raiden V (2016)
Raiden V erschien 2016 für die Xbox One.

#### Raiden V: Director’s Cut (2017)
Raiden V: Director’s Cut wurde 2017 für die PlayStation 4 und Windows veröffentlicht.

### Spin-offs
Außerhalb der Raiden-Serie erschienen noch ausschließlich als Arcade-Versionen verschiedene Spin-offs. Dies waren die Raiden-Fighters-Serie sowie das in Hinblick auf die Engine identische Viper Phase 1. Insgesamt präsentieren sich die Titel wie folgt:
- Viper Phase 1 (1995)
- Raiden Fighters (1996)
- Raiden Fighters 2: Operation Helldive (1997)
- Raiden Fighters Jet (1998)